# Río Teza
El río Teza (en ruso: Теза) es un río del óblast de Ivánovo, en Rusia. El Teza es un afluente por la izquierda del Kliazma, tributario del Oká, y por tanto, de la cuenca hidrográfica del Volga.

## Geografía
Tiene una longitud de 192 km y su cuenca es de 3450 km². La época de crecida del río es en abril y hasta la mitad de mayo. El Teza se congela generalmente desde principios de noviembre o diciembre hasta el mes de abril. Es navegable en los últimos 87 km de su curso.
Discurre por la ciudad de Shuya.

### Principales afluentes
(distancia en km desde la boca)
- 45 km: Río Únder (iz.)
- 47 km: Río Liúlej (iz.)
- 64,7 km: Río Sebirianka (der.)
- 65,1 km: Río Vnuchca (iz.)
- 70 km: Río Salnia (der.)
- 81 km: Río Tiúnij (der.)
- 87 km: Río Seja (Bélie Cámexqui) (der.)
- 89 km: Río Mardas (iz.)
- 106 km: Río Mólojta (der.)
- 122 km: Río Parxa (iz.)
- 126 km: Río Lemexoc (der.)
- 128 km: Río Vondiga (Viazovka) (der.)
- 131 km: Río Noziga (der.)
- 147 km: Río Postna (iz.)
- 159 km: Río Mézxiza (iz.)